# ميلواكي وايف
ميلواكي وايف (بالإنجليزية: Milwaukee Wave)‏ هو نادي كرة قدم أمريكي تأسس في 1984، ويلعب في Major Indoor Soccer League (2008–2014) ‏.